# Michel Fernex
Michel Frédéric Fernex, né le 2 avril 1929 à Genève, et mort le 2 octobre 2021 à Biederthal en France, est professeur émérite de la faculté de médecine de l’université de Bâle. 
Il est membre des Médecins pour une responsabilité sociale (Physicians for Social Responsibility - PSR) et de l'Association internationale des médecins pour la prévention de la guerre nucléaire. Il était membre du comité directeur sur les maladies tropicales au sein de l'Organisation mondiale de la santé. Il est aussi ancien président de l'organisation Enfants de Tchernobyl Belarus. 
Sa femme, Solange Fernex, était une femme politique du parti des Verts français. 
Il a dirigé la campagne pour l'indépendance de l'OMS (Independent WHO) par rapport à l'Agence internationale de l'énergie atomique.